# Bottenholmen

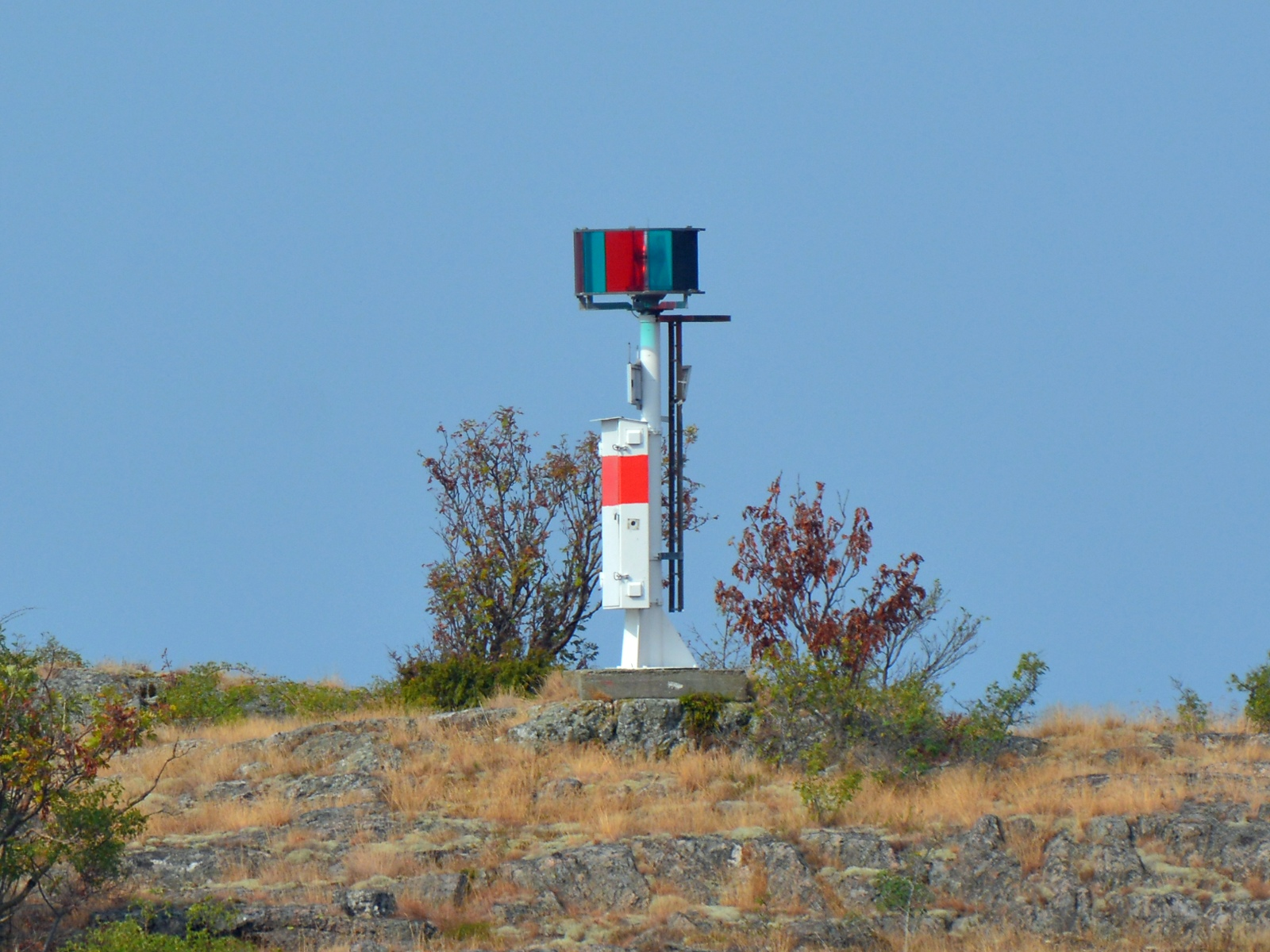
Fyren på Bottenholmen.

Bottenholmen är en ö i Stockholms skärgård utanför Herrhamra och strax söder om Nynäshamn. Ön har två laguner på södra delen av ön, där vattnet är varmare än i havet. Syd och öst om ön finns det också en hel del grund. På Bottenholmen finns även en obemannad fyr som anlades år 1944.
Bottenholmen ingår i grupperingen Herrhamraöarna, och skyddas av Länsstyrelsen som viktiga häckningsplatser för fåglar. Området är även ett uppväxtområde för fiskar och har hyser rum för flera ovanliga växter.